# Winzenhofen
Winzenhofen ist ein Ortsteil der Gemeinde Schöntal im Hohenlohekreis (Baden-Württemberg) und liegt im Jagsttal zwischen Krautheim und Kloster Schöntal.

## Geschichte
Der Name Winzenhofen soll gemäß der Ortschronik auf den Gründer der Siedlung einen fränkischen Bauernsohn namens „Winzo“ oder „Winizo“ zurückgehen.
In historischen Erwähnungen um das Jahr 1050 wird die Ortschaft noch Winzinhoffin genannt.
Am 1. Januar 1973 wurde Winzenhofen, das zuvor zum nordbadischen Landkreis Buchen gehörte, in die Gemeinde Schöntal eingegliedert.

## Öffentliche Einrichtungen
Die Winizo-Bürgerhalle, häufig auch als „Neue Schule“ bezeichnet, ist ein Schulgebäude aus den 1960er Jahren im Ortskern von Winzenhofen. Sie dient als Sitz der Ortschaftsverwaltung, als Mehrzweckhalle, allgemeiner Treffpunkt und als Vereinsheim für verschiedene ortsansässige Vereine. In ihrer Nähe befindet sich ein Kinderspielplatz.
Es existieren außerdem ein öffentlicher Badeplatz an der Jagst, sowie eine Grillhütte in den ehemaligen Weinbergen oberhalb von Winzenhofen, genannt „das 8-eckige Häuschen“.
Das Jugendhaus, das von der KLJB Winzenhofen betrieben wird, fungiert als Treffpunkt und Zentrum für Jugendliche und junge Erwachsene.

## Politik
Der Ortschaftsrat besteht aus 6 Personen (5 Winzenhofen + 1 Hesslingshof). Das Gremium wählt den Ortsvorsteher.

## Vereine
- Freizeit-Sportclub Winzenhofen e. V.
- Blaskapelle Winzenhofen
- Fischerverein Winzenhofen-Marlach e. V.
- Männergesangverein „Eintracht“ Winzenhofen
- Kyffhäuserbund Ortsgruppe Winzenhofen
- KLJB Winzenhofen
- Seniorengruppe
- Crazy-Bären (Faschingswagen)

## Bauwerke
- Kath. Pfarrkirche St. Marien

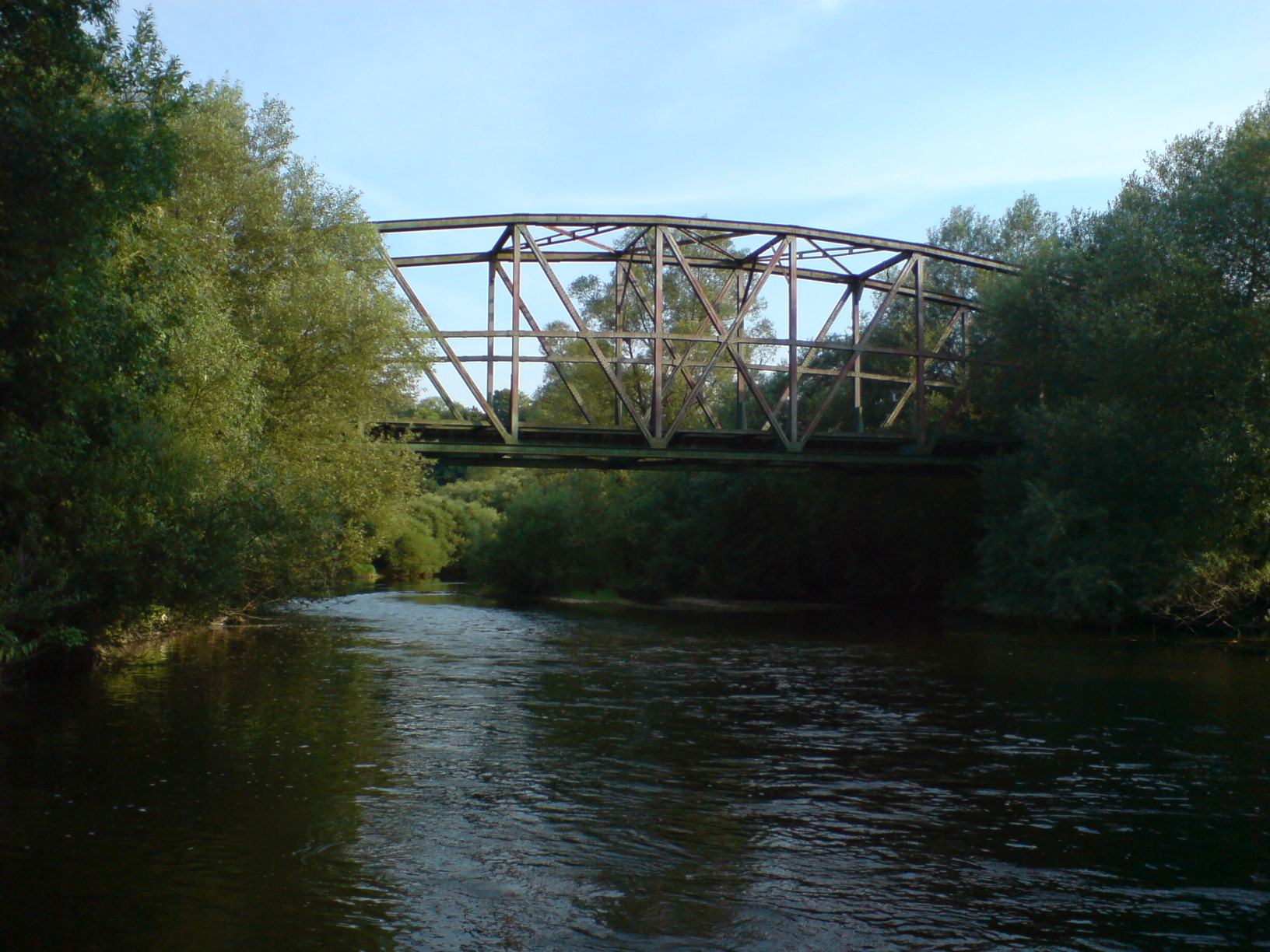
Eisenbahnbrücke

- Alte Eisenbahnbrücke der Jagsttalbahn
- Altes Schulhaus an der Jagsttalstraße
- Kapelle an der Jagsttalstraße